# Phyllomyias
Genre
Phyllomyias est un genre d'oiseaux sud-américains de la famille des Tyrannidés.

## Liste des espèces et des sous-espèces
Selon la classification de référence du Congrès ornithologique international (version 14.2, 2024) (ordre phylogénique) :
- Phyllomyias virescens (Temminck, 1824) – Tyranneau verdin
- Phyllomyias reiseri Hellmayr, 1905 – Tyranneau de Reiser
- Phyllomyias urichi (Chapman, 1899) – Tyranneau d'Urich
- Phyllomyias sclateri von Berlepsch, 1901 – Tyranneau de Sclater
- Phyllomyias weedeni Herzog, Kessler & Balderrama, 2008 – Tyranneau de Weeden
- Phyllomyias fasciatus (Thunberg, 1822) – Tyranneau fascié
- Phyllomyias griseiceps (Sclater & Salvin, 1871) – Tyranneau nain
- Phyllomyias plumbeiceps (Lawrence, 1869) – Tyranneau plombé
- Phyllomyias griseocapilla Sclater, 1862 – Tyranneau à tête grise